# Secondo Arò

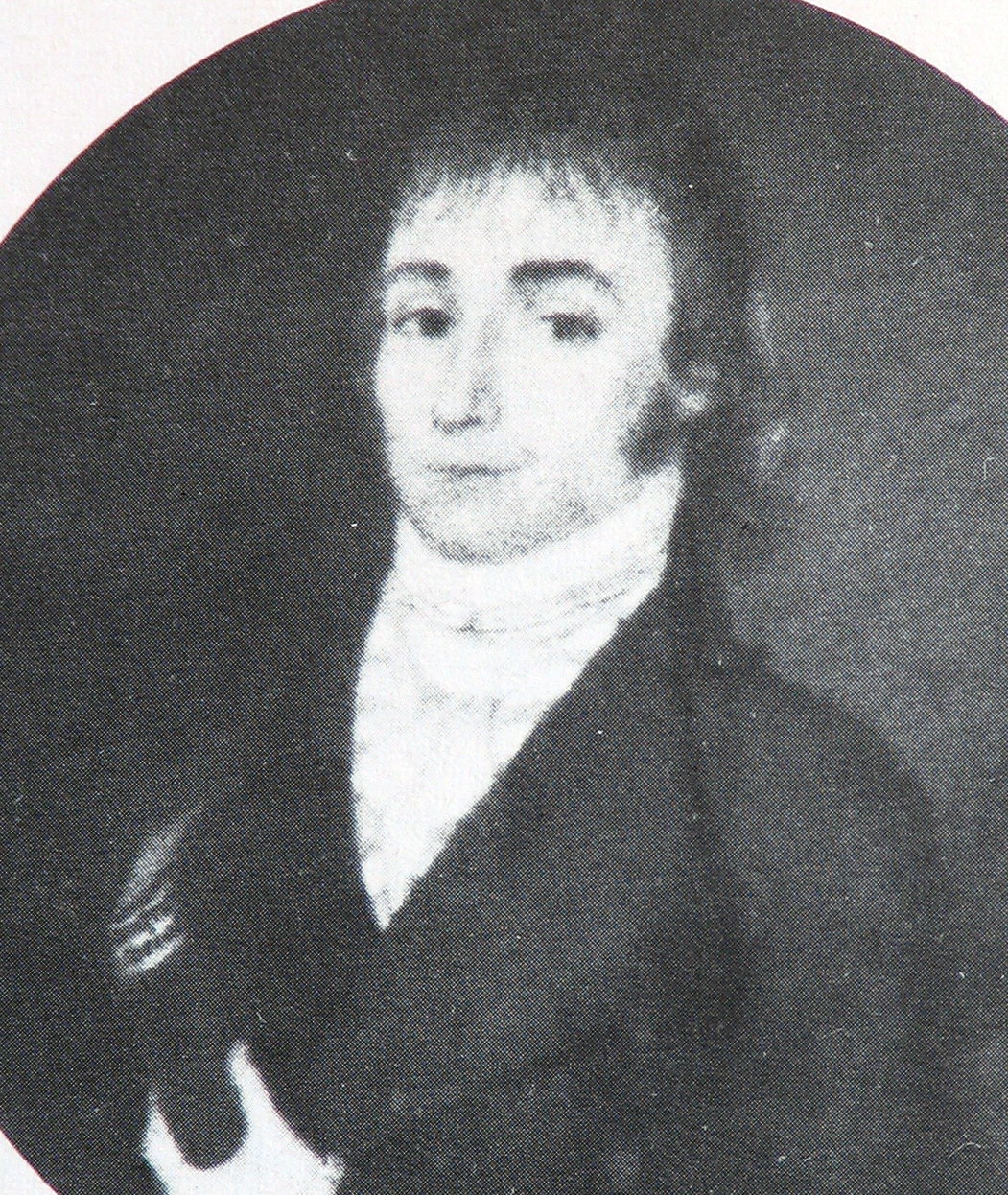
Ritratto dell'avvocato Secondo Arò

(Niccola Gabiani, La Rivoluzione astese del 1797, pag 33)
Secondo Arò (Asti, 20 dicembre 1769 – Asti, 2 agosto 1797) è stato un avvocato e patriota italiano, presidente della Repubblica Astese del 1797.

## Biografia
Nacque da una famiglia borghese di origini spagnole ed abitò nel rione San Martino. Il padre Marco Antonio Arò era medico e docente di chirurgia al Collegio Reale di Torino.
Dopo aver frequentato le scuole della sua città, conseguì la licenza pubblica il 16 maggio 1788 e si laureò in Legge presso l'Università di Torino il 1º luglio 1789.
Sposò Clara Morata, sorella di Teresa a sua volta sposa del medico di Castell'Alfero Giovanni Antonio de Rolandis, fratello del patriota Giovanni Battista de Rolandis che venne giustiziato il 23 aprile 1796 in seguito ai moti bolognesi.
Quando scoppiò la Rivoluzione astigiana, un gruppo di rivoluzionari proclamò la Repubblica il 28 luglio 1797. I capi della Rivoluzione erano l'avvocato Arò, Felice Berruti, Gioachino Testa e Secondo Berruti. Fu proclamato presidente della neonata repubblica lo stesso Arò.
La resistenza non durò molto e nel cuore della notte, il castello fu abbandonato. Arò non volendo fuggire, rimase in città fino alla fucilazione avvenuta il 2 agosto 1797 da parte delle regie truppe presso i bastioni di piazza d'armi (poi piazza Alfieri).

## Commemorazioni
Un anno dopo la morte, la vedova di Arò, così come quelle degli altri fucilati, presentarono domanda alla Francia, che nel frattempo aveva annesso il Piemonte, per ottenere sussidi e pensioni di sostentamento per le famiglie, ma il governo dell'epoca dispensò solo elogi ed epitaffi ampollosi.
Un secolo dopo da più parti si alzò la proposta di inserire i patrioti della Repubblica Astese nell'elenco dei pionieri del Risorgimento.
Venne aperta anche una sottoscrizione dalle pagine dell'Indipendente ( un giornale locale astigiano) per edificare un ricordo marmoreo in città.
Nel 1873, l'antica " Contrada delle fabbriche e di Monte Rainero" nel Borgo Santa Maria Nuova, venne intitolata alla memoria del presidente repubblicano.
Nell'ottobre del 1909, l'amministrazione comunale si fece promotrice di murare una lapide commemorativa, presso l'Alla di piazza Alfieri ora demolita. La lapide così diceva:
SFOLGORANTE NEI VERSI DELL'ALFIERI

QUI CADDERO FULMINATI DA BIECA GIUSTIZIA

I MARTIRI NOSTRI DEL 1797

ILLUSIONE DELL'ORA, SICURTÀ DEI SECOLI

ASTI LIBERA

NELL'ITALIA FORTEMENTE VOLUTA DAL POETA

PRODUCE AL SOLE L'ELENCO SCULTO

A STORICA POPOLARE RIVERENZA»